# آرام کاتانیان
آرام گریگوری کاتانیان (ارمنی: Արամ Գրիգորի Քաթանյան؛  زادهٔ ۱۰ مارس ۱۹۲۶ - ۱۹۹۸) رهبر ارکستر اهل ارمنستان است. وی بین سال‌های - تا - میلادی فعالیت می‌کرد.

## زندگی‌نامه
وی در ۱۰ مارس ۱۹۲۶ در ایروان به دنیا آمد و از کنسرواتوار دولتی کومیتاس ایروان (۱۹۵۱) فارغ‌التحصیل گشت. وی در تالار اپرای ایروان، و ارکستر فیلارمونیک ارمنستان فعالیت می‌کرد. وی همچنین برنده جوایزی همچون هنرمند مردمی ارمنستان شوروی (۱۹۷۶)  شد. وی در ۱۹۹۸ در سن ۷۲ سالگی درگذشت.